# Osetna
Osetna – wieś w Polsce położona w województwie zachodniopomorskim, w powiecie pyrzyckim, w gminie Lipiany.
| SIMC    | Nazwa      | Rodzaj     |
| ------- | ---------- | ---------- |
| 0778107 | Będzin     | przysiółek |
| 0778337 | Mierzawy   | przysiółek |
| 0778343 | Mokronos   | przysiółek |
| 0778350 | Przywodzie | przysiółek |
| 0778120 | Sulino     | przysiółek |

W latach 1975–1998 miejscowość administracyjnie należała do województwa szczecińskiego.